# Los Montes
Los Montes (in spagnolo: Comarca de Los Montes) è una comarca della Spagna, situata nella provincia di Granada, in Andalusia.